# Бёрю
Бёрю (азерб. Börü), до 1992 — Эрмени-Бориси или Армянские Борисы (азерб. Erməni Borisi) — село в Геранбойском районе Азербайджана.

## История
В советский период село именовалось Эрмени-Бориси или Армянские Борисы и входило в состав Шаумяновского (сельского) района Азербайджанской ССР. К западу от этого села расположено село Рус-Бориси (или Русские Борисы), которое получило своё название как противопоставление названию соседнего армянского села.
2 сентября 1991 года на совместной сессии Нагорно-Карабахского областного и Шаумяновского районного Советов народных депутатов была принята Декларация о провозглашении Нагорно-Карабахской Республики в границах Нагорно-Карабахской автономной области (НКАО) и сопредельного Шаумяновского района Азербайджанской ССР.
Указом Президиума Верховного Совета Азербайджанской ССР от 14 января 1991 года и Решением Верховного Совета Азербайджанской ССР от 7 февраля 1991 года Шаумяновский (сельский) район был упразднён и присоединён к территории Касум-Исмайловского района, переименованного в Гёранбойский район.
Летом 1992 года в ходе летнего наступления азербайджанских войск территория уже бывшего Шаумяновского (сельского) района была возвращены под контроль Азербайджана. Почти всё армянское население бывшего Шаумяновского района, за исключением смешанных семей, бежало в Армению. По свидетельству Александра Черкасова, массовой гибели жителей не было — армяне спасались бегством раньше, чем в села вступали азербайджанские отряды.
Решением Милли Меджлиса Азербайджанской Республики № 428 от 29 декабря 1992 года село Эрмени-Бориси было переименовано в село Бёрю.